# Mama's Pearl
Singles de The Jackson 5
I'll Be There
(1970) Never Can Say Goodbye
(1971)
Pistes de Third Album
How Funky Is Your Chicken
(7) Reach In
(9)
Mama's Pearl est le deuxième single des Jackson 5 extrait de leur album Third Album. Cette chanson a été écrite et produite et arrangée par The Corporation (Berry Gordy, Alphonzo Mizell, Deke Richards et Freddie Perren). Elle est sortie en 45 tours le 7 janvier 1971.

## Crédits
- Voix : Michael Jackson, Jermaine Jackson, Marlon Jackson, Jackie Jackson et Tito Jackson.